# Burroughs (cratera)
Burroughs é uma vasta cratera de impacto em Marte, localizada na latitude 72.5S / longitude 243.1W, possui um diâmetro de 104.0 km. Seu nome vem de Edgar Rice Burroughs, um novelista de ficção científica americano que escreveu uma  série de novelas fantasiosas cujas estórias se passavam em Marte.